# Hyophila procera
Hyophila procera är en bladmossart som beskrevs av Jean Édouard Gabriel Narcisse Paris och Brotherus 1904. Hyophila procera ingår i släktet Hyophila och familjen Pottiaceae. Inga underarter finns listade i Catalogue of Life.